# August Sternickel

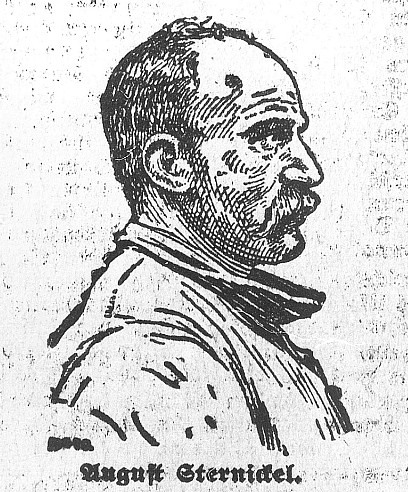
August Sternickel

August Sternickel (* 11. Mai 1866 in Mschanna(Kreis Rybnik); † 30. Juli 1913 in Frankfurt an der Oder (hingerichtet)) war ein deutscher Brandstifter und Mörder. Bekannt wurden vor allem zwei Taten 1905 und 1913, bei denen er die Leichen seiner Opfer jeweils bei gelegten Bränden verbrannte. In der Zeit zwischen den Taten wurde er steckbrieflich gesucht, war allerdings unter falschen Namen unterwegs und blieb verschwunden. Die jahrelange Suche führte in der Zeit zu einem regelrechten Sternickel-Schrecken in der Bevölkerung, bei der ihm Brände von Bauernhäusern im gesamten Gebiet des Deutschen Reiches in der Öffentlichkeit zugeschrieben wurden. Auch nach seiner Verurteilung 1913 war der Fall Sternickel Gegenstand von Moritaten auf Jahrmärkten und auch Gegenstand von Zeitungsberichten.

## Leben
August Sternickel war Sohn eines Bäckers. Er erlernte das Handwerk eines Müllers, wurde Müllergeselle und Mahlknecht. Persönlich redegewandt und gutaussehend begann er sich zunächst als Heiratsschwindler zu betätigen. So verlobte er sich im Gebiet des Oderbruchs mit der Tochter einer vermögenden Familie und spielte dabei vor, dass er der Sohn eines Rittergutsbesitzers sei. Er selbst sei dabei, sich ebenfalls nach einem zu erwerbenden Gut umzusehen. Wegen eines angeblichen kurzfristigen Liquiditätsproblemes wandte er sich an den Vater seiner Verlobten und bat diesen um einen Kredit von 3.000 Mark. Nachdem der Vater sich bei Dritten nach Sternickel erkundigt hatte und die Antworten negativ waren, wurde die Verlobung aufgelöst. Sternickel gelang es aber, sich der Strafverfolgung in diesem Fall noch zu entziehen. Er wurde allerdings dann wegen anderer Schwindeleien mehrmals verurteilt, wenn die Strafen auch eher geringfügig ausfielen.
Es folgten Eigentumsdelikte, angefangen vom Diebstahl an seinen Schlafstellen, bis schließlich zum Einbruch. Wegen Einbruchsdiebstahl wurde er dann erstmals zu einer Zuchthausstrafe verurteilt. Seine letzte diesbezügliche Strafe wegen Rückfalldiebstahles wurde durch eine Strafkammer in Neiße ausgesprochen. Nachdem er diese Strafe abgesessen hatte, begab er sich nach Berlin, wo er in und um Berlin als Gelegenheitsarbeiter tätig wurde. Schließlich begab er sich endgültig in ein Leben als Wanderarbeiter.

## Mordfall von 1905

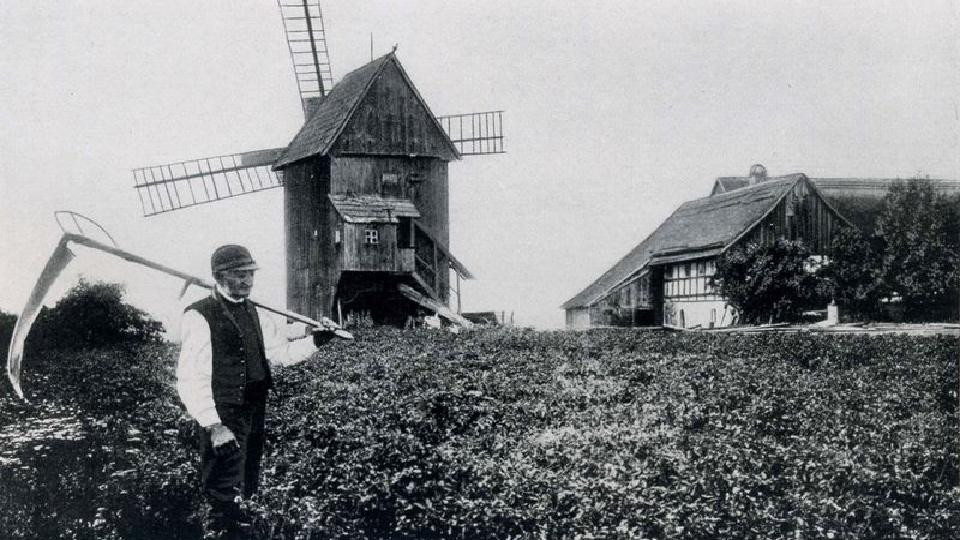
Windmühle in Plagwitz, mit dem ermordeten Müller Knappe

1905 gelangte Sternickel nach Plagwitz im Landkreis Löwenberg in Schlesien. Er fand bei Herrn Knappe, dem Besitzer der Mühle, eine Anstellung. Die dortige Mühle war relativ bekannt, da es um die Plagwitzer Mühle während der Befreiungskriege zu schweren Kämpfen zwischen französischen und russischen Einheiten gekommen war.
Mit der Hilfe von zwei Komplizen, den Brüdern Reinhold und Wilhelm Pietsch, beraubte und ermordete er den Besitzer der Mühle. Um die Tat zu vertuschen, steckte Sternickel anschließend die Mühle an, die dann in der Nacht vom 8. auf den 9. Juli 1905 niederbrannte. Unter den Trümmern konnte allerdings die Leiche noch gefunden werden; es war auch noch erkennbar, dass der Müller ermordet worden war.
Zwar war relativ schnell klar, dass Sternickel die Tat begangen hatte, er war allerdings verschwunden. Auch die Einschaltung der Mordkommission in Berlin blieb bei den Ermittlungen nach ihm erfolglos. Nach langen Ermittlungen konnten aber seine Komplizen festgenommen werden. Am 20. Oktober 1910 wurde gegen die Brüder Pietsch vor dem Landgericht Hirschberg verhandelt. Beide sagten aus, dass Sternickel der Urheber der Tat gewesen sei. Reinhold Pietsch konnte zwar eine Beteiligung am Raub an dem Müller, nicht aber eine Beteiligung an dem Mord nachgewiesen werden. Er wurde wegen des Raubes zu einer zehnjährigen Zuchthausstrafe verurteilt. Seinem Bruder Wilhelm konnte eine konkrete Tatbeteiligung nicht nachgewiesen werden, er wurde daher aus Mangel an Beweisen freigesprochen.

## Zeit des Untertauchens
Zwischen 1905 und seiner Tat von 1913 blieb Sternickel für die Behörden nicht auffindbar, obwohl sogar die Kriminalpolizei von Berlin als damals führende Kriminalbehörde eingeschaltet wurde. Er hatte sich wieder auf Wanderschaft begeben und war auf dem Lande als landwirtschaftlicher Arbeiter und zuweilen auch als Müllergeselle tätig. Er bediente sich hierbei falscher Namen. Seine Arbeitgeber in dieser Zeit waren ausgesprochen zufrieden mit ihm. Er zeigte Arbeitseifer und Fleiß. Besonders im Umgang mit ihm anvertrauten Tieren zeigte er sich vorbildlich.
Die nicht geringe Gruppe von Personen, die ein ähnliches Wanderleben wie Sternickel in dieser Zeit führte, war von den Polizeibehörden des 19. Jahrhunderts bereits als erhebliches Sicherheitsrisiko angesehen worden. In der Folge wurden nach und nach umfassende Melde- und Ausweispflichten zur polizeilichen Überwachung eingeführt. Diese wurden mehr und mehr verfeinert und waren zu Beginn des 20. Jahrhunderts trotz einiger logistischer Probleme relativ umfassend. Sternickel kam allerdings trotz des Fehlens entsprechender Papiere zugute, dass zur Zeit seiner Flucht auf dem Lande, vor allem während der Erntezeit, ein erheblicher Mangel an Arbeitskräften bestand. In der Folge waren die Betreiber landwirtschaftlicher Betriebe erheblich stärker an fähigen und willigen Arbeitskräften als an der Einhaltung von melderechtlichen Vorschriften interessiert.
Aus Zeugenaussagen ließ sich ableiten, dass er als angeblicher Heuhändler Winckler 1909 eine Witwe Krause und 1910 den Kossäten Knöting getötet hatte.

## Tat von 1913
Franz Kallies, der Besitzer eines etwa 60 Morgen großen Gutes in der Nähe von Ortwig, stellte im Oktober 1912 August Sternickel als Knecht unter dem Namen Otto Schöne ein. Neben der Bewirtschaftung seines Gutes betrieb Kallies noch eine Außenstelle der lokalen Sparkasse. Schöne erwies sich als guter Arbeiter, besonders ihm anvertraute Tiere behandelte er vorbildlich. Dem Bauern fiel allerdings auf, dass Schöne gelegentlich tagelang abwesend war und dass er ihm keine Papiere vorlegte. Schöne weigerte sich, seinem Arbeitgeber mitzuteilen, wohin er verschwand. Während der Knecht eines Tages abwesend war, durchsuchte Kallies Ende 1912 den Besitz Schönes nach Papieren. Schöne bemerkte dies. Sternickel sagte später aus, dass dies der Moment gewesen sei, wo er beschlossen habe, sich dafür an seinem Arbeitgeber zu rächen. Sternickel sprach in einer Herberge in Müncheberg den damals zwanzigjährigen Georg Kersten, dessen 18-jährigen Bruder Willy und den 21-jährigen Franz Schliewenz an, ob sie „dufte Berliner“ seien, die mit ihm „ein Ding drehen“ wollten. Diese bejahten. Gemäß der Verabredung begaben sich die drei an einem frühen Morgen zum Kuhstall von Kallies. Dort wurde der Bauer überwältigt und mit einer Schnur erdrosselt. Als kurz darauf die 16-jährige Magd Anna Phillip den Stall betrat, um die Kühe zu melken, wurde auch sie überwältigt und ebenfalls erdrosselt. Anschließend begaben sich die vier in das Hauptgebäude und die Ehefrau von Kallies wurde im Bett getötet. Danach wurden die beiden Kinder des Bauern geweckt, mit einer Pistole bedroht und gezwungen, anzugeben, wo sich die Geldkassette von Kallies befand. Die beiden Töchter wurden anschließend eingesperrt. Die Beute wurde durch Sternickel aufgeteilt – jeder seiner Komplizen erhielt hierbei 100 Mark.

## Hinrichtung
Sternickel schrieb während der letzten Tage vor seiner Hinrichtung in Frankfurt an der Oder 1913 an seinen Memoiren und ließ sich dabei nicht aus der Ruhe bringen. „Als er wenige Stunden vor dem kritischen Zeitpunkt damit fertig war, verlangte er ein Bad, kleidete sich hierauf sehr vorteilhaft an und hielt später auf dem Richtplatz an die Versammelten eine witzige Ansprache“, verlautete 1930 in der Monatsschrift für Kriminalpsychologie und Strafrechtsreform. Enthauptet wurde der 47-Jährige durch den Scharfrichter Lorenz Schwietz aus Breslau.